# Atletisme als Jocs Olímpics d'estiu de 2012 – 3.000 metres obstacles masculins
La prova dels 3.000 metres obstacles masculins dels Jocs Olímpics de Londres del 2012 es va disputar entre el 3 i el 5 d'agost a l'Estadi Olímpic de Londres.

## Rècords
Abans de la prova els rècords del món i olímpic existents eren els següents:
| Rècord del món | Saif Saaeed Shaheen (QAT) | 7:53.63 | Brussel·les, Bèlgica | 3 de setembre de 2004  |
| Rècord olímpic | Julius Kariuki (KEN)      | 8:05.51 | Seül, Corea del Sud  | 30 de setembre de 1988 |

## Horaris
Tots els horaris són segons l'horari britànic (UTC+1)
| Data                         | Hora  | Ronda  |
| ---------------------------- | ----- | ------ |
| Divendres, 3 d'agost de 2012 | 13:00 | Sèries |
| Diumenge, 5 d'agost de 2012  | 21:25 | Final  |

## Medallistes
| Or                   | Plata                             | Bronze           |
| Ezekiel Kemboi (KEN) | Mahiedine Mekhissi-Benabbad (FRA) | Abel Mutai (KEN) |

## Resultats

### Sèries
Es realitzen tres sèries en què els quatre millors temps de cadascuna d'elles passa a la final. A banda d'aquests, els tres millors temps també passen a la final.

#### Sèrie 1
| Posició | Nom                               | Temps   | Notes | Qual. |
| ------- | --------------------------------- | ------- | ----- | ----- |
| 1       | Mahiedine Mekhissi-Benabbad (FRA) | 8:16.23 |       | Q     |
| 2       | Evan Jager (USA)                  | 8:16.61 |       | Q     |
| 3       | Abel Mutai (KEN)                  | 8:17.70 |       | Q     |
| 4       | Tarik Langat Akdag (TUR)          | 8:17.85 | NR    | Q     |
| 5       | Nahom Mesfin Tariku (ETH)         | 8:18.16 | SB    | q     |
| 6       | Benjamin Kiplagat (UGA)           | 8:18.44 |       | q     |
| 7       | Amor Ben Yahia (TUN)              | 8:22.70 | PB    |       |
| 8       | José Peña (VEN)                   | 8:24.06 | NR    |       |
| 9       | Ali Ahmed Al-Amri (KSA)           | 8:26.22 | SB    |       |
| 10      | Hicham Sigueni (MAR)              | 8:35.89 |       |       |
| 11      | Àngel Mullera (ESP)               | 8:38.07 |       |       |
| 12      | Alberto Paulo (POR)               | 8:40.74 |       |       |
| 13      | Steffen Uliczka (GER)             | 8:41.08 |       |       |

#### Sèrie 2
| Posició | Nom                             | Temps   | Notes | Qual. |
| ------- | ------------------------------- | ------- | ----- | ----- |
| 1       | Brimin Kipruto (KEN)            | 8:28.62 |       | Q     |
| 2       | Yuri Floriani (ITA)             | 8:29.01 |       | Q     |
| 3       | Brahim Taleb (MAR)              | 8:29.02 |       | Q     |
| 4       | Jukka Keskisalo (FIN)           | 8:29.13 |       | Q     |
| 5       | Nikolay Chavkin (RUS)           | 8:29.72 |       |       |
| 6       | Youcef Abdi (AUS)               | 8:29.81 |       |       |
| 7       | Jacob Araptany (UGA)            | 8:35.85 |       |       |
| 8       | Vincent Zouaoui-Dandrieux (FRA) | 8:36.96 |       |       |
| 9       | Kyle Alcorn (USA)               | 8:37.11 |       |       |
| 10      | Artem Kosinov (KAZ)             | 8:42.27 |       |       |
| 11      | Mario Bazán (PER)               | 8:51.95 |       |       |
| 12      | Abdelaziz Merzougui (ESP)       | 8:58.20 |       |       |
| -       | Birhan Getahun (ETH)            | Abd     |       |       |

#### Sèrie 3
| Posició | Nom                           | Temps   | Notes | Qual. |
| ------- | ----------------------------- | ------- | ----- | ----- |
| 1       | Roba Gari (ETH)               | 8:20.68 |       | Q     |
| 2       | Ezekiel Kemboi (KEN)          | 8:20.97 |       | Q     |
| 3       | Hamid Ezzine (MAR)            | 8:21.25 |       | Q     |
| 4       | Donald Cabral (USA)           | 8:21.46 |       | Q     |
| 5       | Ion Luchianov (MDA)           | 8:22.09 | SB    | q     |
| 6       | Mohamed Khaled Belabbas (ALG) | 8:22.32 | SB    |       |
| 7       | Alex Genest (CAN)             | 8:22.62 | SB    |       |
| 8       | Vadym Slobodenyuk (UKR)       | 8:23.35 |       |       |
| 9       | Lukasz Parszczynski (POL)     | 8:30.08 |       |       |
| 10      | Weynay Ghebresilasie (ERI)    | 8:37.57 |       |       |
| 11      | Albert Minczer (HUN)          | 8:40.74 | SB    |       |
| 12      | Stuart Stokes (GBR)           | 8:43.04 |       |       |
| -       | Víctor García Blázquez (ESP)  | Abd     |       |       |

Q - Qualificat per posició / q - Qualificat per temps

NR - Rècord nacional / PB - Millor marca personal / SB - Millor temps de la temporada

### Final
| Posició | Nom                               | Temps   | Notes     |
| ------- | --------------------------------- | ------- | --------- |
| Or      | Ezekiel Kemboi (KEN)              | 8:18.56 |           |
| Argent  | Mahiedine Mekhissi-Benabbad (FRA) | 8:19.08 |           |
| Bronze  | Abel Mutai (KEN)                  | 8:19.73 |           |
| 4       | Roba Gari (ETH)                   | 8:20.00 |           |
| 5       | Brimin Kipruto (KEN)              | 8:23.03 |           |
| 6       | Evan Jager (USA)                  | 8:23.87 |           |
| 7       | Hamid Ezzine (MAR)                | 8:24.90 |           |
| 8       | Donald Cabral (USA)               | 8:25.91 |           |
| 9       | Tarik Langat Akdag (TUR)          | 8:27.64 |           |
| 10      | Ion Luchianov (MDA)               | 8:28.15 |           |
| 11      | Brahim Taleb (MAR)                | 8:32.40 |           |
| 12      | Nahom Mesfin Tariku (ETH)         | 8:35.12 |           |
| 13      | Yuri Floriani (ITA)               | 8:40.07 |           |
|         | Jukka Keskisalo (FIN)             | Abd     |           |
|         | Benjamin Kiplagat (UGA)           | DQ      | R 163.3b* |

- Per superar el límit interior de la pista.